# 团结实验
团结实验（Solidarity trial）是由世界卫生组织和合作伙伴進行的一项多国III-IV期临床试验，旨在比较四种未经测试的2019冠状病毒病治疗方法。该试验于2020年3月18日正式對外宣布，2020年5月，世卫组织宣布成立一个国际联盟，負責同时开发多种候选疫苗以预防2019冠状病毒病，并将这项工作称为疫苗团结试验。 截至2021年8月6日，已經有來自30个国家的12000名患者参与团结实验。